# Khanat Karadach
Das Khanat Karadach (aserbaidschanisch: Qaradağ Xanlığı, russisch Карадагское ханство; Karadagskoe hanstvo) war ein feudaler Staat, der 1747 in Karadach (Qaradağ) oder mit anderem Namen Karacadağ in Iranisch-Aserbaidschan gegründet worden ist. Die Hauptstadt des Khanats war Ahar, das in der Provinz Ost-Aserbaidschan liegt, und zwischenzeitlich Guruşt. Westlich des Khanats lag das Khanat Khoy, im Osten das Khanat Talysch, im Norden das Khanat Karabach und im Süden die Khanate von Ardabil und Täbris. Das Wort Karadach bedeutet Großer Berg oder Gebirgiger Platz. Die Herrscher des Khanats stammen aus einer alten Familie von Sufis und dementsprechend war ihr geistlichen Ansehen hoch. Sie trugen den Titel des Kalifen.

## Geschichte

### Gründung
Der Stamm der Tokmaklı erhielt nach der Gründung der Safawidenherrschaft unter Schah Ismail das Gebiet Karadach mit Ahar als Zentrum. Neben ihren weltlichen Verwaltungstätigkeiten hatten sie auch eine geistliche Autorität. Durch die Kriege in der Region stand Karadach manchmal unter safawidischer und manchmal unter osmanischer Oberherrschaft. Als Kazım Khan aus dem Stamm der Tokmaklı zum Herrscher wurde, stand Karadach unter osmanischer Herrschaft. 1730 eroberte Nadir Schah Täbris und Ardabil inklusive Ahar von der Osmanen und bestätigte Kazım Khan als Herrscher von Karadach.
1736 gründete Nadir Schah die Dynastie der Afschariden und beherrschte den größten Teil des Irans. Wie sein Vater Muhammed Kasım Khan und sein älterer Bruder Abdürrezzak Khan wollte Kazım Khan eigenständig herrschen und schwor weder Nadir Schah noch Tahmasp II. seine Treue. Nadir Schah ließ daraufhin Kazım Khan gefangen nehmen. Wegen seines Ansehens entging Kazım Khan der Todesstrafe, wurde aber geblendet. Nach der Ermordung Nadir Schahs 1747 erklärte Kazım Khan mit Hilfe seines Stammes die Unabhängigkeit und wurde zum Khan. So wurde das Khanat gegründet.

### Kazım Hans Herrschaft
Nach Nadir Schahs Tod wollte mehrere Leute den Thron besteigen. So erklärte sich Sam Mirza III. in Ardabil zum Schah. Nadir Schahs Cousin Amir Aslan Khan, der auch ein Thronanwärter war, marschierte auf Ardabil und richtete Sam Mirza III. hin und zog weiter nach Täbris. Amir Aslan Khan zog Kazım Khan auf seine Seite und konnte so andere Konkurrenten niederzwingen. Doch Adil Schah, der Amir Aslan Khan nicht anerkannte, erklärte sich zum neuen Schah. Adil Schah wurde aber schon 1748 von seinem eigenen Bruder Ebrāhim Schah Afschār gestürzt und geblendet. Dieser zog sodann gegen Amir Aslan Khan. Das erste Aufeinandertreffen gewann Ebrahim und Amir Aslan Khan und Kazım Khan flohen nach Karadach. Aus Furcht vor Ebrahim lieferte Kazım Khan seinen einstigen Verbündeten Amir Aslan Khan aus. Amir Aslan Khan wurde hingerichtet und Kazım Khan reich beschenkt und als Khan anerkannt.
Ein Enkel Nadir Schahs namens Schah Ruch erklärte sich Ende 1748 im östlichen Iran ebenfalls zum Schah. Ebrahim zog Mitte 1749 gegen seinen neuen Gegner los, doch seine Armee brach in der Nähe von Semnan wegen interner Konflikte auseinander. So floh er nach Qom, wo er nicht aufgenommen wurde. Als ihn noch seine letzten Soldaten verließen, wurde er Schah Ruch ausgeliefert. Dieser ließ ihn blenden und nach Maschhad bringen. Ebrahim verstarb unterwegs.
Doch mit Schah Ruchs Sieg war das Chaos um den iranischen Thron nicht endgültig gelöst worden. So hatte auch der Khan von Urmia Fath Ali Khan Afschar Thronambitionen. Zuerst wollte er die lokalen Herrscher der Region unterjochen. So wollte er auch Kazım Khan unter seine Herrschaft zwingen. Da sich Kazım Khan weigerte, griff Fath Ali Khan Afschar ihn an und zwang ihn durch einen Sieg unter seine Herrschaft. Wenige Jahre später trat mit Karim Khan-e Zand ein neuer Thronanwärter auf. Dieser griff 1752 Aserbaidschan an und besiegte Fath Ali Khan Afschar 1760 nach zwei Schlachten. Daraufhin rief Karim Khan-e Zand alle Khane auch Kazım Khan nach Schiras und gründete mit ihnen einen Rat. 1763 verstarb Kazım Khan und sein Sohn Mustafa Kulu Khan folgte ihm auf den Thron.

### Mustafa Kulu Hans Herrschaft und der Niedergang
Mustafa Kulu Khan verlegte die Hauptstadt von Ahar nach Guruşt. Als Mustafa Kulu Khan sich auf einen Angriff auf das Khanat Karabach vorbereitete, kam ihm der Herrscher von Karabach zuvor. Khan Ibrahim Khalil griff mit seinen Truppen und Lesgiern aus Dagestan das Khanat Karadach an und verwüstete die neue Hauptstadt Guruşt. Die Einwohner flohen und Mustafa Kulu Khan wurde gefangen genommen und in der Festung Şuşa eingesperrt. Von diesem Vorfall berichtet dieses Rubāʿī (Vierzeiler):
Aserbaidschanisch

Guruşt haradır? Gözəllikdə səkkizinci cənnətdədir,

Onunla mənim qəlbim həmişə sevinirdi.

Bunda nə hikmət var ki, Adəm behiştdən,

mən də Guruştdan qovuldum.

Deutsch

Wo ist Guruşt?Nach seiner Schönheit im achten Himmel,

mit ihr freute sich mein Herz jederzeit.

Was mag es für einen Sinn haben, Adam wurde aus dem Paradies,

ich aus Guruşt verjagt.
Während Mustafa Kulu Hans Aufenthalt in der Festung wurde sein Sohn İsmail Khan neuer Herrscher von Karadach und ein Jahr nach ihm Necef Kulu Khan neuer Khan. Mustafa Kulu Khan erbat von Khan Ibrahim Khalil die Ergreifung des neuen Herrscher Necef Kulu Khan. Khan Ibrahim Khalil nahm ihn dann gefangen und sperrte in Şuşa ein. 1786 wurde Mustafa Kulu Khan begnadigt und wieder Herrscher von Karadach. İsmail Khan indes hielt sich als Geisel am Hof der Kadscharen auf und mit seinem zweiten Amtsantritt 1791 wurde das Khanat Karadach zum Vasall der Kadscharen.
1797 wurde Abbas Kulu Khan neuer Khan und verkündete Russland seine Loyalität. Doch in dem Russisch-Persischen Krieg von 1804 bis 1813 kämpfte er gegen die Russen. 1813 wurde Muhammed Kulu neuer Khan. 1828 übernahmen die Kadscharen die direkte Herrschaft über das Khanat. Im selben Jahr verließ Muhammed Kulu Khan und sein Hof Karadach und wanderte nach Şuşa aus.

## Herrscher
- Kazım Khan (1747–1763)
- Mustafa Kulu Khan (1763–1782) (1. Mal)
- İsmail Khan (1782–1783) (1. Mal)
- Necef Kulu Khan (1783–1786)
- Mustafa Kulu Khan (1786–1791) (2. Mal)
- İsmail Khan (1791–1797) (2. Mal)
- Abbas Kulu Khan (1797–1813)
- Muhammed Kulu Khan (1813–1828)

## Stammbaum
|                      |                      |                      |                      |                           |                           |                           |                           |                            |                            |                            |                            |                              |                            |                     |                     |                             |                             |                             |                             |                             |                             |                       |                       |                       |                       |  |  |  |  |  |  |  |  |  |  |  |  |  |  |  |  |  |  |
|                      |                      |                      |                      |                           |                           |                           |                           |                            |                            |                            |                            |                              |                            |                     |                     | Kalif İlyas I.              |                             |                             |                             |                             |                             |                       |                       |                       |                       |  |  |  |  |  |  |  |  |  |  |  |  |  |  |  |  |  |  |
|                      |                      |                      |                      |                           |                           |                           |                           |                            |                            |                            |                            |                              |                            |                     |                     |                             |                             |                             |                             |                             |                             |                       |                       |                       |                       |  |  |  |  |  |  |  |  |  |  |  |  |  |  |  |  |  |  |
|                      |                      |                      |                      |                           |                           |                           |                           |                            |                            |                            |                            |                              |                            |                     |                     | Kalif Şemseddin I.          |                             |                             |                             |                             |                             |                       |                       |                       |                       |  |  |  |  |  |  |  |  |  |  |  |  |  |  |  |  |  |  |
|                      |                      |                      |                      |                           |                           |                           |                           |                            |                            |                            |                            |                              |                            |                     |                     |                             |                             |                             |                             |                             |                             |                       |                       |                       |                       |  |  |  |  |  |  |  |  |  |  |  |  |  |  |  |  |  |  |
|                      |                      |                      |                      |                           |                           |                           |                           |                            |                            |                            |                            |                              |                            |                     |                     |                             |                             |                             |                             |                             |                             |                       |                       |                       |                       |  |  |  |  |  |  |  |  |  |  |  |  |  |  |  |  |  |  |
|                      |                      |                      |                      |                           |                           |                           |                           |                            |                            |                            |                            | Kalif Ahmed                  | Kalif Ahmed                | Kalif Ahmed         | Kalif Ahmed         | Kalif Ahmed                 | Kalif Ahmed                 |                             |                             | Kalif İlyas II.             | Kalif İlyas II.             | Kalif İlyas II.       | Kalif İlyas II.       | Kalif İlyas II.       | Kalif İlyas II.       |  |  |  |  |  |  |  |  |  |  |  |  |  |  |  |  |  |  |
|                      |                      |                      |                      |                           |                           |                           |                           |                            |                            |                            |                            | Kalif Ahmed                  | Kalif Ahmed                | Kalif Ahmed         | Kalif Ahmed         | Kalif Ahmed                 | Kalif Ahmed                 |                             |                             | Kalif İlyas II.             | Kalif İlyas II.             | Kalif İlyas II.       | Kalif İlyas II.       | Kalif İlyas II.       | Kalif İlyas II.       |  |  |  |  |  |  |  |  |  |  |  |  |  |  |  |  |  |  |
|                      |                      |                      |                      |                           |                           |                           |                           |                            |                            |                            |                            | Mahmud Sultan                |                            |                     |                     |                             |                             |                             |                             |                             |                             |                       |                       |                       |                       |  |  |  |  |  |  |  |  |  |  |  |  |  |  |  |  |  |  |
|                      |                      |                      |                      |                           |                           |                           |                           |                            |                            |                            |                            |                              |                            |                     |                     |                             |                             |                             |                             |                             |                             |                       |                       |                       |                       |  |  |  |  |  |  |  |  |  |  |  |  |  |  |  |  |  |  |
|                      |                      |                      |                      |                           |                           |                           |                           |                            |                            |                            |                            | Bayandur Sultan              |                            |                     |                     |                             |                             |                             |                             |                             |                             |                       |                       |                       |                       |  |  |  |  |  |  |  |  |  |  |  |  |  |  |  |  |  |  |
|                      |                      |                      |                      |                           |                           |                           |                           |                            |                            |                            |                            |                              |                            |                     |                     |                             |                             |                             |                             |                             |                             |                       |                       |                       |                       |  |  |  |  |  |  |  |  |  |  |  |  |  |  |  |  |  |  |
|                      |                      |                      |                      |                           |                           |                           |                           |                            |                            |                            |                            | Muhammed Kasım Khan († 1721) |                            |                     |                     |                             |                             |                             |                             |                             |                             |                       |                       |                       |                       |  |  |  |  |  |  |  |  |  |  |  |  |  |  |  |  |  |  |
|                      |                      |                      |                      |                           |                           |                           |                           |                            |                            |                            |                            |                              |                            |                     |                     |                             |                             |                             |                             |                             |                             |                       |                       |                       |                       |  |  |  |  |  |  |  |  |  |  |  |  |  |  |  |  |  |  |
|                      |                      |                      |                      |                           |                           |                           |                           |                            |                            |                            |                            |                              |                            |                     |                     |                             |                             |                             |                             |                             |                             |                       |                       |                       |                       |  |  |  |  |  |  |  |  |  |  |  |  |  |  |  |  |  |  |
|                      |                      |                      |                      | Abdürrezzak Khan († 1729) | Abdürrezzak Khan († 1729) | Abdürrezzak Khan († 1729) | Abdürrezzak Khan († 1729) | Abdürrezzak Khan († 1729)  | Abdürrezzak Khan († 1729)  |                            |                            | Kazım Khan († 1763)          | Kazım Khan († 1763)        | Kazım Khan († 1763) | Kazım Khan († 1763) | Kazım Khan († 1763)         | Kazım Khan († 1763)         |                             |                             | Muhammed Hüseyin Khan       | Muhammed Hüseyin Khan       | Muhammed Hüseyin Khan | Muhammed Hüseyin Khan | Muhammed Hüseyin Khan | Muhammed Hüseyin Khan |  |  |  |  |  |  |  |  |  |  |  |  |  |  |  |  |  |  |
|                      |                      |                      |                      | Abdürrezzak Khan († 1729) | Abdürrezzak Khan († 1729) | Abdürrezzak Khan († 1729) | Abdürrezzak Khan († 1729) | Abdürrezzak Khan († 1729)  | Abdürrezzak Khan († 1729)  |                            |                            | Kazım Khan († 1763)          | Kazım Khan († 1763)        | Kazım Khan († 1763) | Kazım Khan († 1763) | Kazım Khan († 1763)         | Kazım Khan († 1763)         |                             |                             | Muhammed Hüseyin Khan       | Muhammed Hüseyin Khan       | Muhammed Hüseyin Khan | Muhammed Hüseyin Khan | Muhammed Hüseyin Khan | Muhammed Hüseyin Khan |  |  |  |  |  |  |  |  |  |  |  |  |  |  |  |  |  |  |
|                      |                      |                      |                      |                           |                           |                           |                           |                            |                            |                            |                            |                              |                            |                     |                     |                             |                             |                             |                             |                             |                             |                       |                       |                       |                       |  |  |  |  |  |  |  |  |  |  |  |  |  |  |  |  |  |  |
|                      |                      |                      |                      |                           |                           |                           |                           | Mustafa Kulu Khan († 1791) | Mustafa Kulu Khan († 1791) | Mustafa Kulu Khan († 1791) | Mustafa Kulu Khan († 1791) | Mustafa Kulu Khan († 1791)   | Mustafa Kulu Khan († 1791) |                     |                     | Necef Kulu Khan († 1818)    | Necef Kulu Khan († 1818)    | Necef Kulu Khan († 1818)    | Necef Kulu Khan († 1818)    | Necef Kulu Khan († 1818)    | Necef Kulu Khan († 1818)    |                       |                       |                       |                       |  |  |  |  |  |  |  |  |  |  |  |  |  |  |  |  |  |  |
|                      |                      |                      |                      |                           |                           |                           |                           | Mustafa Kulu Khan († 1791) | Mustafa Kulu Khan († 1791) | Mustafa Kulu Khan († 1791) | Mustafa Kulu Khan († 1791) | Mustafa Kulu Khan († 1791)   | Mustafa Kulu Khan († 1791) |                     |                     | Necef Kulu Khan († 1818)    | Necef Kulu Khan († 1818)    | Necef Kulu Khan († 1818)    | Necef Kulu Khan († 1818)    | Necef Kulu Khan († 1818)    | Necef Kulu Khan († 1818)    |                       |                       |                       |                       |  |  |  |  |  |  |  |  |  |  |  |  |  |  |  |  |  |  |
|                      |                      |                      |                      |                           |                           |                           |                           |                            |                            |                            |                            |                              |                            |                     |                     |                             |                             |                             |                             |                             |                             |                       |                       |                       |                       |  |  |  |  |  |  |  |  |  |  |  |  |  |  |  |  |  |  |
| İsmail Khan († 1797) | İsmail Khan († 1797) | İsmail Khan († 1797) | İsmail Khan († 1797) | İsmail Khan († 1797)      | İsmail Khan († 1797)      |                           |                           | Abbas Kulu Khan († 1813)   | Abbas Kulu Khan († 1813)   | Abbas Kulu Khan († 1813)   | Abbas Kulu Khan († 1813)   | Abbas Kulu Khan († 1813)     | Abbas Kulu Khan († 1813)   |                     |                     | Muhammed Kulu Khan († 1840) | Muhammed Kulu Khan († 1840) | Muhammed Kulu Khan († 1840) | Muhammed Kulu Khan († 1840) | Muhammed Kulu Khan († 1840) | Muhammed Kulu Khan († 1840) |                       |                       |                       |                       |  |  |  |  |  |  |  |  |  |  |  |  |  |  |  |  |  |  |